# UFC 155
UFC 155: dos Santos vs. Velasquez 2 fue un evento de artes marciales mixtas celebrado por Ultimate Fighting Championship el 29 de diciembre del 2012 en el MGM Grand Garden Arena en Las Vegas, Nevada.

## Historia
Chris Weidman se vio obligado a retirarse de su pelea con Tim Boetsch por una lesión, en su lugar retomó la pelea su compañero de equipo Costa Philippou.
Karlos Vemola se vio obligado a retirarse de su pelea con Chris Leben, en su lugar retomó la pelea y el que fue su debut en UFC Derek Brunson.
Gray Maynard se vio obligado a retirarse de su pelea con Joe Lauzon por una lesión, en su lugar retomó la pelea Jim Miller.
Forrest Griffin tuvo una lesión, y su pelea contra Phil Davis fue descartada de la cartelera.
La pelea entre Melvin Guillard y Jamie Varner, fue prevista inicialmente para The Ultimate Fighter 16 Finale, pero fue reprogramada para este evento después de que Varner enfermara la noche del evento.

## Resultados
1. ↑  Por el Campeonato de Peso Pesado de UFC.

## Premios extra
Cada peleador recibió un bono de $65,000.
- Pelea de la Noche: Jim Miller vs. Joe Lauzon
- KO de la Noche: Todd Duffee
- Sumisión de la Noche: John Moraga